# Ruschieae
Ruschieae es una tribu de plantas suculentas perteneciente a la familia Aizoaceae, tiene los siguientes géneros:

## Géneros
- Acrodon
- Aloinopsis
- Amphibolia
- Antegibbaeum
- Antimima
- Arenifera
- Argyroderma
- Astridia
- Bergeranthus
- Bijlia
- Braunsia
- Brianhuntleya
- Carpobrotus
- Carruanthus
- Cephalophyllum
- Cerochlamys
- Chasmatophyllum
- Cheiridopsis
- Circandra
- Conophytum
- Corpuscularia
- Cylindrophyllum
- Delosperma
- Dicrocaulon
- Didymaotus
- Dinteranthus
- Diplosoma
- Disphyma
- Dracophilus
- Drosanthemum
- Eberlanzia
- Ebracteola
- Enarganthe
- Erepsia
- Esterhuysenia
- Faucaria
- Fenestraria
- Frithia
- Gibbaeum
- Glottiphyllum
- Hallianthus
- Hereroa
- Ihlenfeldtia
- Imitaria
- Jacobsenia
- Jensenobotrya
- Jordaaniella
- Juttadinteria
- Khadia
- Lampranthus
- Lapidaria
- Leipoldtia
- Lithops
- Machairophyllum
- Malephora
- Mestoklema
- Meyerophytum
- Mitrophyllum
- Monilaria
- Mossia
- Muiria
- Namaquanthus
- Namibia
- Nananthus
- Nelia
- Neohenricia
- Octopoma
- Odontophorus
- Oophytum
- Orthopterum
- Oscularia
- Ottosonderia
- Pleiospilos
- Polymita
- Psammophora
- Rabiea
- Rhinephyllum
- Rhombophyllum
- Ruschia
- Ruschianthemum
- Ruschianthus
- Schlechteranthus
- Schwantesia
- Scopelogena
- Smicrostigma
- Stayneria
- Stoeberia
- Stomatium
- Tanquana
- Titanopsis
- Trichodiadema
- Vanheerdea
- Vanzijlia
- Vlokia
- Wooleya
- Zeuktophyllum